# کوهن برامال
کوهن برامال (انگلیسی: Cohen Bramall؛ زادهٔ ۲ آوریل ۱۹۹۶) ورزشکار فوتبال اهل بریتانیا است.
از باشگاه‌هایی که در آن بازی کرده‌است می‌توان به باشگاه فوتبال آرسنال اشاره کرد.